# جبة دار (غربي أردبيل)
جبة دار (بالفارسية: جبه‌دار) هي منطقة سكنية تقع في إيران في قسم الغربي الريفي. يقدر عدد سكانها بـ 1,529 نسمة .